# Monnaie de Dahlonega
La Monnaie de Dahlonega est une ancienne succursale de la Monnaie des États-Unis construite pendant la ruée vers l'or de Géorgie pour aider les mineurs à faire analyser et à extraire leur or sans avoir à se rendre à la Monnaie de Philadelphie. Elle était située à Dahlonega, dans le comté de Lumpkin, en Géorgie. Les pièces y produites portent le différent « D ». Cette marque est utilisée aujourd'hui par la Monnaie de Denver, qui a ouvert ses portes de nombreuses années après la fermeture de celle de Dahlonega. Toutes les pièces de la Monnaie de Dahlonega sont en or, dans les dénominations (en) d'un dollar, d'un quarter eagle, de {trois dollars et d'un half eagle, et portent des dates comprises entre 1838 et 1861.

## Création
La loi sur la Monnaie de 1835, établie par le Congrès des États-Unis le 3 mars, crée « une succursale à la ville de La Nouvelle-Orléans pour la frappe de l'or et de l'argent ; une succursale à la ville de Charlotte, pour la frappe de l'or uniquement ; et une succursale à Dahlonega ou à proximité, dans le comté de Lumpkin, dans l'État de Géorgie, également pour la frappe de l'or uniquement ».
Ignatius Alphonso Few, nommé commissaire, achète 4 hectares de terrains au sud de Dahlonega pour 1 050 $, en août 1835, et engage l'architecte Benjamin Towns, le plus bas soumissionnaire à 33 450,, pour construire la Monnaie dans les dix-huit mois. Les machines de la Monnaie sont installées en 1837, et elles comprennent des presses à découper, un volant d'inertie, un cadre de dessin, un vilebrequin, une presse à frapper et d'autres appareils nécessaires. La presse à frapper pouvait produire cinquante à soixante pièces d'or par minute.
Le surintendant, le Dr Joseph Singleton, ouvre la Monnaie en février 1838. Environ mille onces d'or sont déposées la première semaine, et les premières pièces, 80 half eagles sont frappées le 17 avril.

## Production

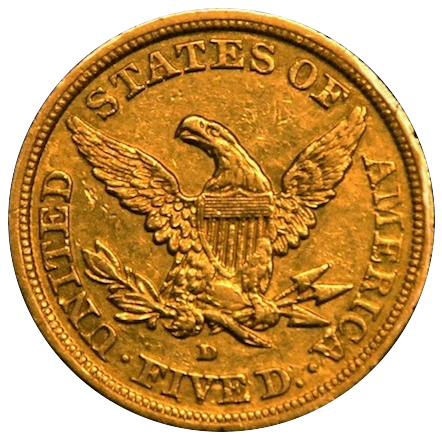
Revers d'un half eagle de 1843 frappé à la Monnaie de Dahlonega

La Monnaie produit des pièces de monnaie chaque année de 1838 à 1861. Les pièces produites comprennent les dénominations (en) d'un dollar, d'un quarter eagle (2,5 dollars), de trois dollars et d'un half eagle (5 dollars).

## Guerre de sécession
Lorsque la guerre civile américaine éclate en 1861, la Monnaie de Dahlonega est saisie par les Confédérés. On pense qu'après qu'ils en ont pris le contrôle, quelques dollars et half eagles en or sont frappés sous l'autorité du gouvernement des États confédérés. Le nombre exact de dollars en or « 1861-D » produits est inconnu, alors qu'environ 1 597 half eagles 1861-D sont frappés cette année-là. En raison de leur tirage relativement faible, toutes les pièces d'or frappées à Dahlonega sont rares. Il est généralement admis que des pièces d'or estimées aujourd'hui à plus de 6 millions de dollars y ont été frappées.

## Après-guerre
Après la fin de la guerre civile, le gouvernement américain a décidé de ne pas rouvrir l'hôtel des monnaies. Le bâtiment est resté inutilisé jusqu'à la fondation de l'université de Géorgie du Nord en 1873. Le bâtiment de la Monnaie est utilisé comme principal bâtiment académique et administratif du collège jusqu'à ce qu'un incendie le détruise en décembre 1878. Un nouveau bâtiment pour le collège est construit sur les fondations de l'ancien bâtiment de la Monnaie. Ce bâtiment est maintenant appelé Price Memorial Hall en l'honneur de William P. Price, le fondateur du collège, et est toujours utilisé aujourd'hui.

## Superintendants
Six hommes ont été superintendant de la Monnaie de Dahlonega.
- Joseph Singleton, 1838–1841
- Paul Rossignol, 1841–1843
- James Fairlie Cooper, 1843–1849
- Anderson Redding, 1849–1853
- Julius Patton, 1853–1860
- George Kellogg, 1860–1861